# 藤原雄
藤原 雄（ふじわら ゆう　1932年6月10日 - 2001年10月29日）は、日本の陶芸家。1996年に人間国宝に認定。

## 人物
岡山県備前市（当時の和気郡伊里村）穂浪出身。藤原啓、勝代の長男として生まれる。視力が右目は0.03、左目は全く無いという身体異常があったが、健常者同様に進学する事に父親はこだわり続けたという。青年時代は文学や音楽に熱中していたという。
備前焼の伝統を重んじながらも、新しい感性に溢れた作品作りを追求。「焼き締め陶公募展」を開催し実行委員長を務め、後進の発掘と育成にも力を注いだ。
息子は同じく陶芸家であり陶心会会長・備前陶友会理事を務める藤原和である。
なお作詞家のNOBEは遠縁にあたる。

## 略歴
1951年 明治大学 文学部 日本文学科に進学。
1955年 みすず書房に就職。しかし同年9月に父親の看病の為に休職し帰郷。小山富士夫に備前焼を勧められ父に師事し技法を学びはじめる。
1957年 結婚。
1958年 日本伝統工芸展に初入選。長男・和、誕生。
1961年 日本工芸会より正会員に認定された。
1964年 アメリカ現代陶芸美術館やカナダのポイントクレーヤーでは海外初の個展を開催する。同年以降、アメリカ、カナダ、メキシコ、スペインの大学などで備前焼についての講義をたびたび行う。
1965年 棟方志功と共にアメリカ・ダートマス大学の客員教授を務める。以後国内外で多くの作品を発表しその評価が高まってゆく。後にメトロポリタン美術館や大英博物館にも作品が収蔵された。
1985年 紺綬褒章受章。
1988年 社団法人日本工芸会理事に就任。同年、日本人として初めて韓国国立現代美術館にて「備前一千年、そして今、藤原雄の世界展」を開催。
1991年 「焼き締め陶公募展」開催。実行委員長を務める。
1996年 倉敷芸術科学大学芸術学部教授に就任。5月10日、重要無形文化財「備前焼」保持者に認定。2代に亘っての人間国宝となった。
1999年 倉敷芸術科学大学教授を退任。
2001年 多臓器不全のため69歳で逝去。

## エピソード
交友関係を持っていた人物の一人に連続試合出場記録を持っていた衣笠祥雄がいる。1996年、カル・リプケン・ジュニアがその記録を破ったとき、衣笠はその試合に招かれていたが、その試合が終了した後、衣笠は藤原の備前焼(大皿)をプレゼントしたという。